# Halterofilismo nos Jogos Olímpicos de Verão de 2020 - Qualificação
Este artigo detalha a fase de qualificação do halterofilismo nos Jogos Olímpicos de Verão de 2020. (As Olimpíadas foram adiadas para 2021 devido à pandemia de COVID-19). O total de vagas para o esporte foi de 196. Cada nação pode inscrever o máximo de 8 atletas, 4 homens e 4 mulheres. A IWF liberou sua lista de qualificação em 11 de junho de 2021.

## Sistema de qualificação
Para cada de categoria de peso, 14 halterofilistas qualificaram. As vagas foram alocadas conforme abaixo:
- 8 pelo ranking mundial da IWF
- 5 vagas continentais pelo mesmo ranking, com uma por continente, limitada a CONs sem outros atletas qualificados
- 1 para o país-sede (6 categorias de peso) ou para convite da Comissão Tripartite (8 categorias de peso)

Um CON só poderia qualificar um atleta por categoria de peso, e quatro por sexo na soma de todas as categorias. O número máximo de atletas por CON em todas as categorias poderia ser limitado devido a violações anti-doping. Se um CON teve de 10 a 19 violações do período desde os Jogos Olímpicos de Verão de 2008 até o fim do período qualificatório de 2020, foi limitado a dois homens e duas mulheres. Se teve 20 ou mais violações, foi limitado a um homem e uma mulher.  A Federação Internacional de Halterofilismo baniu o Egito de competições devido a "múltiplos casos positivos" de doping.
As seguintes nações tiveram equipes restringidas devido a altos números históricos de doping:
Restrição para um homem e uma mulher devido a 20 ou mais violações:
- RUS Rússia (40)
- AZE Azerbaijão (34)
- KAZ Cazaquistão (34)
- BLR Bielorrússia (25)
- ROU Romênia (23) **
- ARM Armênia (21)
- THA Tailândia (20) *
- VIE Vietnã

Restrição para dois homens e uma mulher devido a 20 ou mais violações:
- COL Colômbia

Restrição para dois homens e duas mulheres devido a 10 ou mais violações:
- BUL Bulgária (19)
- UKR Ucrânia (18)
- UZB Uzbequistão (17)
- TUR Turquia (15)
- MDA Moldávia (14)
- EGY Egito (13) *
- IND Índia (13)
- IRI Irã (13)
- ALB Albânia (11)
- VEN Venezuela (11)
- MAS Malásia (10) *
- MEX México (10)

Além disso, um número de nações estão atualmente suspensas pela IWF, perdendo todos os direitos de qualificação para os Jogos de 2020. Três destas suspensões foram confirmadas, enquanto três estão em processos de apelação.
Excluído dos Jogos Olímpicos de Verão de 2020
- THA Tailândia,
- EGY Egito,
- MAS Malásia, e
- ROU Romênia

As vagas conquistadas pelo ranking mundial (incluindo vagas continentais) ou pela Comissão Tripartite foram concedidas aos atletas específicos por nome. As vagas para o país-sede foram concedidas ao CON, que poderia alocar as mesmas entre as várias categorias de peso. Se halterofilistas japoneses qualificassem pelo ranking mundial, o número de vagas do país-sede iria decair (isto é, as vagas de país-sede só seriam utilizadas se o Japão qualificasse menos do que três homens e três mulheres, e apenas o mínimo para trazer o Japão até esse número seria utilizado). As vagas de país-sede não utilizadas seriam distribuídas pelo ranking mundial.
Os pontos do ranking poderiam ser conquistados em vários eventos de halterofilismo, como um multiplicador baseado no nível do evento (eventos de ouro teriam um multiplicador de 1,1; enquanto os de prata, 1,05 e os de bronze, 1,0). Os melhores resultados em cada um dos três períodos de tempo foram considerados (1 de novembro de 2018 - 30 de abril de 2019; 1 de maio de 2019 - 31 de outubro de 2019; 1 de novembro de 2019 - 31 de maio de 2021), junto ao melhor resultado geral. Para qualificar, o halterofilista deve ter competido em pelo menos um evento em cada um dos três períodos, ter competido em pelo menos seis eventos no geral, e ter competido em pelo menos um evento de nível ouro e um outro evento de nível ouro ou prata. Estas restrições foram afrouxadas para atletas que utilizassem as vagas de país-sede (que precisariam apenas de um evento em cada período e de um evento de nível ouro ou prata) e para os convites da Comissão Tripartite (dois eventos em geral, incluindo pelo menos um evento de nível ouro ou prata).
Com todas as competições esportivas adiadas devido à pandemia da COVID-19, o Comitê Olímpico Internacional aprovou a decisão da IWF em estender o seu programa de qualificação em um ano. Por isso,  terceira fase, bastante afetada pela pandemia, seria dividida em dois períodos distintos com um intervalo entre 30 de abril e 30 de setembro de 2020. Os resultados obtidos durante o intervalo não seriam contados para o ranking mundial e para o ranking continental, respectivamente.
Eventos elegíveis para o ranking:
- Ouro – Campeonato Mundial e campeonatos continentais
- Prata – Evento da IWF, incluindo jogos e campeonatos multiesportivos
- Bronze – outras competições internacionais

## Linha do tempo

### Nível Ouro
| Evento                                  | Data                         | Local                               |
| --------------------------------------- | ---------------------------- | ----------------------------------- |
| Campeonato Mundial de 2018              | 1 a 10 de novembro de 2018   | Ashgabat, Turcomenistão             |
| Campeonato Europeu de 2019              | 6 a 13 de abril de 2019      | Batumi, Geórgia                     |
| Campeonato Asiático de 2019             | 20 a 30 de abril de 2019     | Ningbo, China                       |
| Campeonato Pan-Americano de 2019        | 23 a 27 de abril de 2019     | Cidade da Guatemala, Guatemala      |
| Campeonato Africano de 2019             | 25 a 29 de abril de 2019     | Cairo, Egito                        |
| Campeonato Pan-Americano Júnior de 2019 | 20 a 28 de maio de 2019      | Havana, Cuba                        |
| Campeonato Mundial Júnior de 2019       | 1 a 8 de junho de 2019       | Suva, Fiji                          |
| Campeonato da Oceania de 2019           | 9 a 14 de julho de 2019      | Apia, Samoa                         |
| Campeonato da Oceania Junior de 2019    | 9 a 14 de julho de 2019      | Apia, Samoa                         |
| Campeonato Mundial de 2019              | 18 a 27 de setembro de 2019  | Pattaya, Tailândia                  |
| Campeonato Europeu Júnior de 2019       | 18 a 27 de outubro de 2019   | Bucareste, Romênia                  |
| Campeonato Asiático Júnior de 2019      | 20 a 27 de outubro de 2019   | Pyongyang, Coreia do Norte          |
| Campeonato Asiático Júnior de 2020      | 13 a 19 de fevereiro de 2020 | Tashkent, Uzbequistão               |
| Campeonato Europeu de 2021              | 3 a 11 de abril de 2021      | Moscow, Russia                      |
| Campeonato Asiático de 2020             | 16 a 25 de abril de 2021     | Tashkent, Uzbequistão               |
| Campeonato Pan-Americano de 2020        | 18 a 25 de abril de 2021     | Santo Domingo, República Dominicana |
| Campeonato Africano de 2021             | 27 a 29 de maio de 2021      | Nairobi, Quênia                     |
| Campeonato Mundial Júnior de 2021       | 23 a 31 de maio de 2021      | Tashkent, Uzbequistão               |

### Nível Prata
| Evento                                                   | Data                                    | Local                  |
| -------------------------------------------------------- | --------------------------------------- | ---------------------- |
| Campeonato Internacional Copa EGAT de 2019               | 7 a 10 de fevereiro de 2019             | Chiang Mai, Tailândia  |
| Copa do Mundo da IWF de 2019                             | 22 a 27 de fevereiro de 2019            | Fucheu, China          |
| Copa Internacional Fajr de 2019                          | 1 a 5 de março de 2019                  | Teerã, Irã             |
| Campeonato Regional da Zona 2 Africana de 2019           | 2 a 7 de março de 2019                  | Nairobi, Quênia        |
| Campeonato Sul-Americano de Levantamento de peso de 2019 | 11 a 12 de maio de 2019                 | Lima, Peru             |
| Torneio da Amizade Japão-China-Coreia de 2019            | 6 a 7 de julho de 2019                  | Tóquio, Japão          |
| Jogos Pan-Americanos de 2019                             | 27 a 30 de julho de 2019                | Lima, Peru             |
| Jogos do Pacífico de 2019                                | 9 a 14 de julho de 2019                 | Apia, Samoa            |
| Copa do Mediterrâneo de 2019                             | 4 a 6 de outubro de 2019                | Serravalle, San Marino |
| Jogos do Sudeste Asiático de 2019                        | 30 de novembro a 10 de dezembro de 2019 | Manila, Filipinas      |

## Sumário de qualificação
| CON                               | Masculino | Masculino | Masculino | Masculino | Masculino | Masculino | Masculino | Feminino | Feminino | Feminino | Feminino | Feminino | Feminino | Feminino | Total |
| CON                               | 61 kg     | 67 kg     | 73 kg     | 81 kg     | 96 kg     | 109 kg    | +109 kg   | 49 kg    | 55 kg    | 59 kg    | 64 kg    | 76 kg    | 87 kg    | +87 kg   | Total |
| --------------------------------- | --------- | --------- | --------- | --------- | --------- | --------- | --------- | -------- | -------- | -------- | -------- | -------- | -------- | -------- | ----- |
| ALB Albânia                       |           |           | Yes       | Yes       |           |           |           |          |          |          |          |          |          |          | 2     |
| GER Alemanha                      | Yes       |           |           | Yes       |           |           |           |          |          | Yes      | Yes      |          |          |          | 4     |
| KSA Arábia Saudita                |           |           | Yes       |           |           |           |           |          |          |          |          |          |          |          | 1     |
| ALG Argélia                       |           |           |           |           |           |           | Yes       |          |          |          |          |          |          |          | 1     |
| ARM Armênia                       |           |           |           |           |           | Yes       |           |          |          | Yes      |          |          |          |          | 2     |
| AUS Austrália                     |           |           | Yes       |           |           | Yes       |           |          |          | Yes      | Yes      |          |          | Yes      | 5     |
| AUT Áustria                       |           |           |           |           |           |           | Yes       |          |          |          |          |          |          | Yes      | 2     |
| BEL Bélgica                       |           |           |           |           |           |           |           | Yes      |          |          |          |          |          | Yes      | 2     |
| BLR Bielorrússia                  |           |           |           |           | Yes       |           |           |          |          |          |          | Yes      |          |          | 2     |
| BOT Botsuana                      |           |           |           |           |           |           |           |          |          | Yes      |          |          |          |          | 1     |
| BRA Brasil                        |           |           |           |           |           |           |           | Yes      |          |          |          |          | Yes      |          | 2     |
| BUL Bulgária                      |           |           | Yes       |           |           | Yes       |           |          |          |          |          |          |          |          | 2     |
| CMR Camarões                      |           |           |           |           |           |           |           |          |          |          |          | Yes      | Yes      |          | 2     |
| CAN Canadá                        |           |           |           |           | Yes       |           |           |          | Yes      | Yes      | Yes      | Yes      |          |          | 5     |
| QAT Catar                         |           |           |           |           | Yes       |           |           |          |          |          |          |          |          |          | 1     |
| KAZ Cazaquistão                   | Yes       |           |           |           |           |           |           |          | Yes      |          |          |          |          |          | 2     |
| CHI Chile                         |           |           |           | Yes       |           |           |           |          |          |          |          |          | Yes      |          | 2     |
| CHN China                         | Yes       | Yes       | Yes       | Yes       |           |           |           | Yes      | Yes      |          |          |          | Yes      | Yes      | 8     |
| COL Colômbia                      |           | Yes       |           | Yes       |           |           |           |          |          |          | Yes      |          |          |          | 3     |
| KOR Coreia do Sul                 |           | Yes       | Yes       |           | Yes       | Yes       |           |          | Yes      |          |          | Yes      | Yes      | Yes      | 8     |
| CUB Cuba                          |           |           |           |           | Yes       |           |           | Yes      |          |          | Yes      |          |          | Yes      | 4     |
| ECU Equador                       |           |           |           |           |           |           |           |          |          | Yes      | Yes      | Yes      | Yes      |          | 4     |
| ESP Espanha                       |           |           | Yes       | Yes       |           |           | Yes       |          |          |          |          |          | Yes      |          | 4     |
| USA Estados Unidos                |           |           | Yes       | Yes       |           | Yes       | Yes       | Yes      |          |          |          | Yes      | Yes      | Yes      | 8     |
| PHI Filipinas                     |           |           |           |           |           |           |           |          | Yes      |          | Yes      |          |          |          | 2     |
| FRA França                        |           | Yes       |           |           |           |           |           | Yes      |          | Yes      |          |          | Yes      |          | 4     |
| GEO Geórgia                       | Yes       | Yes       |           |           | Yes       |           | Yes       |          |          |          |          |          |          |          | 4     |
| GHA Gana                          |           |           |           |           | Yes       |           |           |          |          |          |          |          |          |          | 1     |
| GBR Grã-Bretanha                  |           |           |           |           |           |           |           |          |          | Yes      | Yes      | Yes      |          | Yes      | 4     |
| GRE Grécia                        |           |           |           |           | Yes       |           |           |          |          |          |          |          |          |          | 1     |
| HUN Hungria                       |           |           |           |           |           |           | Yes       |          |          |          |          |          |          |          | 1     |
| SOL Ilhas Salomão                 |           |           |           |           |           |           |           |          | Yes      |          |          |          |          |          | 1     |
| IND Índia                         |           |           |           |           |           |           |           | Yes      |          |          |          |          |          |          | 1     |
| INA Indonésia                     | Yes       | Yes       | Yes       |           |           |           |           | Yes      |          |          |          |          |          | Yes      | 5     |
| IRI Irã                           |           |           |           |           |           | Yes       | Yes       |          |          |          |          |          |          | Yes      | 3     |
| ISR Israel                        |           |           |           |           |           |           | Yes       |          |          |          |          |          |          |          | 1     |
| ITA Itália                        | Yes       | Yes       |           | Yes       |           |           |           |          |          | Yes      | Yes      |          |          |          | 5     |
| JPN Japão                         | Yes       | Yes       | Yes       |           | Yes       |           |           | Yes      | Yes      | Yes      |          |          |          |          | 7     |
| KIR Kiribati                      |           | Yes       |           |           |           |           |           |          |          |          |          |          |          |          | 1     |
| LAT Letônia                       |           |           |           | Yes       |           | Yes       |           |          |          |          |          |          |          |          | 2     |
| LBN Líbano                        |           |           |           |           |           |           |           |          |          |          |          | Yes      |          |          | 1     |
| LTU Lituânia                      |           |           |           |           |           | Yes       |           |          |          |          |          |          |          |          | 1     |
| MAD Madagascar                    | Yes       | Yes       |           |           |           |           |           |          |          |          |          |          |          |          | 2     |
| MLT Malta                         |           |           |           |           |           |           |           |          |          |          | Yes      |          |          |          | 1     |
| MAR Marrocos                      |           |           | Yes       |           |           |           |           |          |          |          |          |          |          |          | 1     |
| MRI Maurício                      |           |           |           |           |           |           |           | Yes      |          |          |          |          |          |          | 1     |
| MEX México                        |           | Yes       | Yes       |           |           |           |           |          | Yes      |          |          | Yes      |          |          | 4     |
| MDA Moldávia                      |           |           |           |           |           |           |           |          |          |          |          |          | Yes      |          | 1     |
| MGL Mongólia                      |           |           |           |           |           |           |           |          |          |          |          |          | Yes      | Yes      | 2     |
| NRU Nauru                         |           |           |           |           |           |           |           |          |          |          |          | Yes      |          |          | 1     |
| NCA Nicarágua                     |           |           |           |           |           |           |           |          |          |          | Yes      |          |          |          | 1     |
| NZL Nova Zelândia                 |           |           |           | Yes       |           |           | Yes       |          |          |          |          | Yes      | Yes      | Yes      | 5     |
| OMA Omã                           |           |           |           | Yes       |           |           |           |          |          |          |          |          |          |          | 1     |
| PLE Palestina                     |           |           |           |           | Yes       |           |           |          |          |          |          |          |          |          | 1     |
| PNG Papua-Nova Guiné              | Yes       |           |           |           |           |           |           | Yes      |          |          |          |          |          |          | 2     |
| PAK Paquistão                     |           | Yes       |           |           |           |           |           |          |          |          |          |          |          |          | 1     |
| PER Peru                          | Yes       |           |           |           |           |           |           |          |          |          |          |          |          |          | 1     |
| POL Polônia                       |           |           |           |           | Yes       | Yes       |           |          | Yes      |          |          |          |          |          | 3     |
| KGZ Quirguistão                   |           |           |           |           | Yes       |           |           |          |          |          |          |          |          |          | 1     |
| CZE República Checa               |           |           |           |           |           |           | Yes       |          |          |          |          |          |          |          | 1     |
| DOM República Dominicana          | Yes       |           |           | Yes       |           |           |           | Yes      |          |          |          |          | Yes      | Yes      | 5     |
| RUS Rússia                        |           |           |           |           |           | Yes       |           | Yes      |          |          |          |          |          |          | 2     |
| ASA Samoa Americana               |           |           |           |           |           |           | Yes       |          |          |          |          |          |          |          | 1     |
| SYR Síria                         |           |           |           |           |           |           | Yes       |          |          |          |          |          |          |          | 1     |
| SWE Suécia                        |           |           |           |           |           |           |           |          |          |          |          | Yes      |          |          | 1     |
| TPE Taipé Chinês                  | Yes       |           |           |           | Yes       |           | Yes       | Yes      | Yes      | Yes      | Yes      |          |          |          | 7     |
| ROT Equipe Olímpica de Refugiados |           |           |           |           | Yes       |           |           |          |          |          |          |          |          |          | 1     |
| TGA Tonga                         |           |           |           |           |           |           |           |          |          |          |          |          |          | Yes      | 1     |
| TUN Tunísia                       |           |           | Yes       | Yes       |           | Yes       |           |          | Yes      |          | Yes      |          |          |          | 5     |
| TUR Turquia                       | Yes       | Yes       |           |           |           |           |           |          |          |          | Yes      |          |          |          | 3     |
| TKM Turcomenistão                 |           |           |           | Yes       |           | Yes       | Yes       |          | Yes      | Yes      |          |          |          |          | 5     |
| UKR Ucrânia                       |           |           |           |           |           | Yes       |           |          | Yes      |          |          | Yes      |          |          | 3     |
| UZB Uzbequistão                   |           | Yes       |           |           |           | Yes       |           |          | Yes      |          |          | Yes      |          |          | 4     |
| VEN Venezuela                     |           |           | Yes       |           | Yes       |           |           |          |          | Yes      |          |          | Yes      |          | 4     |
| VIE Vietnã                        | Yes       |           |           |           |           |           |           |          |          | Yes      |          |          |          |          | 2     |
| Total: 75 CONs                    | 14        | 14        | 14        | 14        | 15        | 14        | 14        | 14       | 14       | 14       | 14       | 14       | 14       | 14       | 197   |

## Eventos masculinos

### 61 kg
| Seção                                        | Vagas | CON                      | Halterofilista qualificado |
| -------------------------------------------- | ----- | ------------------------ | -------------------------- |
| Ranking Mundial da IWF                       | 8     | CHN China                | Li Fabin                   |
| Ranking Mundial da IWF                       | 8     | INA Indonésia            | Eko Yuli Irawan            |
| Ranking Mundial da IWF                       | 8     | VIE Vietnã               | Thạch Kim Tuấn             |
| Ranking Mundial da IWF                       | 8     | JPN Japão                | Yoichi Itokazu             |
| Ranking Mundial da IWF                       | 8     | GEO Geórgia              | Shota Mishvelidze          |
| Ranking Mundial da IWF                       | 8     | GER Alemanha             | Simon Brandhuber           |
| Ranking Mundial da IWF                       | 8     | TUR Turquia              | Ferdi Hardal               |
| Ranking Mundial da IWF                       | 8     | KAZ Cazaquistão          | Igor Son                   |
| Ranking Continental da IWF – África          | 1     | MAD Madagascar           | Eric Andriantsitohaina     |
| Ranking Continental da IWF – Américas        | 1     | DOM República Dominicana | Luis García                |
| Ranking Continental da IWF – Ásia            | 1     | TPE Taipé Chinês         | Kao Chan-hung              |
| Ranking Continental da IWF – Europa          | 1     | ITA Itália               | Davide Ruiu                |
| Ranking Continental da IWF – Oceania         | 1     | PNG Papua-Nova Guiné     | Morea Baru                 |
| Realocação de Convite da Comissão Tripartite | 1     | PER Peru                 | Marcos Rojas               |
| Total                                        | 14    |                          |                            |

### 67 kg
| Seção                                 | Vagas | CON               | Halterofilista qualificado   |
| ------------------------------------- | ----- | ----------------- | ---------------------------- |
| Ranking Mundial da IWF                | 8     | CHN China         | Chen Lijun                   |
| Ranking Mundial da IWF                | 8     | UZB Uzbequistão   | Adkhamjon Ergashev           |
| Ranking Mundial da IWF                | 8     | COL Colômbia      | Luis Javier Mosquera         |
| Ranking Mundial da IWF                | 8     | TUR Turquia       | Muhammed Furkan Özbek        |
| Ranking Mundial da IWF                | 8     | ITA Itália        | Mirko Zanni                  |
| Ranking Mundial da IWF                | 8     | JPN Japão         | Mitsunori Konnai             |
| Ranking Mundial da IWF                | 8     | FRA França        | Bernardin Matam              |
| Ranking Mundial da IWF                | 8     | INA Indonésia     | Deni                         |
| Ranking Continental da IWF – África   | 1     | MAD Madagascar    | Tojonirina Andriantsitohaina |
| Ranking Continental da IWF – Américas | 1     | MEX México        | Jonathan Muñoz               |
| Ranking Continental da IWF – Ásia     | 1     | KOR Coreia do Sul | Han Myeong-mok               |
| Ranking Continental da IWF – Europa   | 1     | GEO Geórgia       | Goga Chkheidze               |
| Ranking Continental da IWF – Oceania  | 1     | KIR Kiribati      | Ruben Katoatau               |
| Convite da Comissão Tripartite        | 1     | PAK Paquistão     | Talha Talib                  |
| Total                                 | 14    |                   |                              |

### 73 kg
| Seção                                        | Vagas | CON                | Halterofilista qualificado |
| -------------------------------------------- | ----- | ------------------ | -------------------------- |
| Ranking Mundial da IWF                       | 8     | CHN China          | Shi Zhiyong                |
| Ranking Mundial da IWF                       | 8     | USA Estados Unidos | Clarence Cummings          |
| Ranking Mundial da IWF                       | 8     | BUL Bulgária       | Bozhidar Andreev           |
| Ranking Mundial da IWF                       | 8     | VEN Venezuela      | Julio Mayora               |
| Ranking Mundial da IWF                       | 8     | ALB Albânia        | Briken Calja               |
| Ranking Mundial da IWF                       | 8     | TUN Tunísia        | Karem Ben Hnia             |
| Ranking Mundial da IWF                       | 8     | JPN Japão          | Masanori Miyamoto          |
| Ranking Mundial da IWF                       | 8     | KOR Coreia do Sul  | Won Jeong-sik              |
| Ranking Continental da IWF – África          | 1     | MAR Marrocos       | Abderrahim Moum            |
| Ranking Continental da IWF – Américas        | 1     | MEX México         | Jorge Cárdenas             |
| Ranking Continental da IWF – Ásia            | 1     | INA Indonésia      | Rahmat Erwin Abdullah      |
| Ranking Continental da IWF – Europa          | 1     | ESP Espanha        | David Sánchez              |
| Ranking Continental da IWF – Oceania         | 1     | AUS Austrália      | Brandon Wakeling           |
| Realocação de Convite da Comissão Tripartite | 1     | KSA Arábia Saudita | Mahmoud Al-Humayd          |
| Total                                        | 14    |                    |                            |

### 81 kg
| Seção                                 | Vagas | CON                      | Halterofilista qualificado |
| ------------------------------------- | ----- | ------------------------ | -------------------------- |
| Ranking Continental da IWF            | 8     | CHN China                | Lyu Xiaojun                |
| Ranking Continental da IWF            | 8     | COL Colômbia             | Brayan Rodallegas          |
| Ranking Continental da IWF            | 8     | ITA Itália               | Antonino Pizzolato         |
| Ranking Continental da IWF            | 8     | DOM República Dominicana | Zacarías Bonnat            |
| Ranking Continental da IWF            | 8     | TKM Turcomenistão        | Rejepbaý Rejepow           |
| Ranking Continental da IWF            | 8     | USA Estados Unidos       | Harrison Maurus            |
| Ranking Continental da IWF            | 8     | LAT Letônia              | Ritvars Suharevs           |
| Ranking Continental da IWF            | 8     | GER Alemanha             | Nico Müller                |
| Ranking Continental da IWF – África   | 1     | TUN Tunísia              | Ramzi Bahloul              |
| Ranking Continental da IWF – Américas | 1     | CHI Chile                | Arley Méndez               |
| Ranking Continental da IWF – Ásia     | 1     | —                        | —                          |
| Ranking Continental da IWF – Europa   | 1     | ESP Espanha              | Andrés Mata                |
| Ranking Continental da IWF – Oceania  | 1     | NZL Nova Zelândia        | Cameron McTaggart          |
| Convite da Comissão Tripartite        | 1     | OMA Omã                  | Amur Salim Al-Khanjari     |
| Realocação de vaga não utilizada      | 1     | ALB Albânia              | Erkand Qerimaj             |
| Total                                 | 14    |                          |                            |

### 96 kg
| Seção                                 | Vagas | CON                               | Halterofilista qualificado |
| ------------------------------------- | ----- | --------------------------------- | -------------------------- |
| Ranking Mundial da IWF                | 8     | QAT Catar                         | Fares Ibrahim              |
| Ranking Mundial da IWF                | 8     | BLR Bielorrússia                  | Yauheni Tsikhantsou        |
| Ranking Mundial da IWF                | 8     | GEO Geórgia                       | Anton Pliesnoi             |
| Ranking Mundial da IWF                | 8     | CAN Canadá                        | Boady Santavy              |
| Ranking Mundial da IWF                | 8     | KOR Coreia do Sul                 | Yu Dong-ju                 |
| Ranking Mundial da IWF                | 8     | VEN Venezuela                     | Keydomar Vallenilla        |
| Ranking Mundial da IWF                | 8     | JPN Japão                         | Toshiki Yamamoto           |
| Ranking Mundial da IWF                | 8     | GRE Grécia                        | Theodoros Iakovidis        |
| Ranking Continental da IWF – África   | 1     | GHA Gana                          | Christian Amoah            |
| Ranking Continental da IWF – Américas | 1     | CUB Cuba                          | Olfides Sáez               |
| Ranking Continental da IWF – Ásia     | 1     | KGZ Quirguistão                   | Bekdoloot Rasulbekov       |
| Ranking Continental da IWF – Europa   | 1     | POL Polônia                       | Bartłomiej Adamus          |
| Ranking Continental da IWF – Oceania  | 1     | —                                 | —                          |
| Convite da Comissão Tripartite        | 1     | PLE Palestina                     | Mohammed Hamada            |
| Convite do COI                        | 1     | ROT Equipe Olímpica de Refugiados | Cyrille Tchatchet II       |
| Realocação de vaga não utilizada      | 1     | GRE Grécia                        | Theodoros Iakovidis        |
| Total                                 | 15    |                                   |                            |

### 109 kg
| Seção                                 | Vagas | CON                 | Halterofilista qualificado |
| ------------------------------------- | ----- | ------------------- | -------------------------- |
| Ranking Mundial da IWF                | 8     | ARM Armênia         | Simon Martirosyan          |
| Ranking Mundial da IWF                | 8     | UZB Uzbequistão     | Akbar Djuraev              |
| Ranking Mundial da IWF                | 8     | RUS Rússia          | Timur Naniev               |
| Ranking Mundial da IWF                | 8     | IRI Irã             | Ali Hashemi                |
| Ranking Mundial da IWF                | 8     | POL Polônia         | Arkadiusz Michalski        |
| Ranking Mundial da IWF                | 8     | LAT Letônia         | Artūrs Plēsnieks           |
| Ranking Mundial da IWF                | 8     | BUL Bulgária        | Hristo Hristov             |
| Ranking Mundial da IWF                | 8     | KOR Coreia do Sul   | Jin Yun-seong              |
| Ranking Continental da IWF – África   | 1     | TUN Tunísia         | Aymen Bacha                |
| Ranking Continental da IWF – Américas | 1     | USA Estados Unidos  | Wesley Kitts               |
| Ranking Continental da IWF – Ásia     | 1     | TKM Turcomenistão   | Öwez Öwezow                |
| Ranking Continental da IWF – Europa   | 1     | —                   | —                          |
| Ranking Continental da IWF – Oceania  | 1     | AUS Austrália       | Matthew Lydement           |
| Convite da Comissão Tripartite        | 1     | ASA Samoa Americana | Tanumafili Jungblut        |
| Realocação de vaga não utilizada      | 1     | LTU Lituânia        | Arnas Šidiškis             |
| Total                                 | 14    |                     |                            |

### +109 kg
| Seção                                        | Vagas | CON                 | Halterofilista qualificado |
| -------------------------------------------- | ----- | ------------------- | -------------------------- |
| Ranking Mundial da IWF                       | 8     | GEO Geórgia         | Lasha Talakhadze           |
| Ranking Mundial da IWF                       | 8     | IRI Irã             | Ali Davoudi                |
| Ranking Mundial da IWF                       | 8     | SYR Síria           | Man Asaad                  |
| Ranking Mundial da IWF                       | 8     | TKM Turcomenistão   | Hojamuhammet Toýçyýew      |
| Ranking Mundial da IWF                       | 8     | ALG Argélia         | Walid Bidani               |
| Ranking Mundial da IWF                       | 8     | ESP Espanha         | Marcos Ruiz                |
| Ranking Mundial da IWF                       | 8     | AUT Áustria         | Sargis Martirosjan         |
| Ranking Mundial da IWF                       | 8     | ISR Israel          | David Litvinov             |
| Ranking Continental da IWF – África          | 1     | —                   | —                          |
| Ranking Continental da IWF – Américas        | 1     | USA Estados Unidos  | Caine Wilkes               |
| Ranking Continental da IWF – Ásia            | 1     | TPE Taipé Chinês    | Hsieh Yun-ting             |
| Ranking Continental da IWF – Europa          | 1     | CZE República Checa | Jiří Orság                 |
| Ranking Continental da IWF – Oceania         | 1     | NZL Nova Zelândia   | David Liti                 |
| Realocação de Convite da Comissão Tripartite | 1     | NED Países Baixos   | Enzo Kuworge               |
| Realocação de vaga não utilizada             | 1     | HUN Hungria         | Péter Nagy                 |
| Total                                        | 14    |                     |                            |

## Eventos femininos

### 49 kg
| Seção                                 | Vagas | CON                      | Halterofilista qualificada |
| ------------------------------------- | ----- | ------------------------ | -------------------------- |
| Ranking Mundial da IWF                | 8     | CHN China                | Hou Zhihui                 |
| Ranking Mundial da IWF                | 8     | IND Índia                | Saikhom Mirabai Chanu      |
| Ranking Mundial da IWF                | 8     | USA Estados Unidos       | Jourdan Delacruz           |
| Ranking Mundial da IWF                | 8     | DOM República Dominicana | Beatriz Pirón              |
| Ranking Mundial da IWF                | 8     | INA Indonésia            | Windy Cantika Aisah        |
| Ranking Mundial da IWF                | 8     | RUS Rússia               | Kristina Sobol             |
| Ranking Mundial da IWF                | 8     | BRA Brasil               | Nathasha Rosa              |
| Ranking Mundial da IWF                | 8     | BEL Bélgica              | Nina Sterckx               |
| Ranking Continental da IWF – África   | 1     | MRI Maurício             | Roilya Ranaivosoa          |
| Ranking Continental da IWF – Américas | 1     | CUB Cuba                 | Ludia Montero              |
| Ranking Continental da IWF – Ásia     | 1     | TPE Taipé Chinês         | Fang Wan-ling              |
| Ranking Continental da IWF – Europa   | 1     | FRA França               | Anaïs Michel               |
| Ranking Continental da IWF – Oceania  | 1     | PNG Papua-Nova Guiné     | Dika Toua                  |
| País-sede                             | 1     | JPN Japão                | Hiromi Miyake              |
| Total                                 | 14    |                          |                            |

### 55 kg
| Seção                                 | Vagas | CON               | Halterofilista qualificada |
| ------------------------------------- | ----- | ----------------- | -------------------------- |
| Ranking Mundial da IWF                | 8     | CHN China         | Liao Qiuyun                |
| Ranking Mundial da IWF                | 8     | PHI Filipinas     | Hidilyn Diaz               |
| Ranking Mundial da IWF                | 8     | UZB Uzbequistão   | Muattar Nabieva            |
| Ranking Mundial da IWF                | 8     | KAZ Cazaquistão   | Zulfiya Chinshanlo         |
| Ranking Mundial da IWF                | 8     | MEX México        | Ana López                  |
| Ranking Mundial da IWF                | 8     | TKM Turcomenistão | Kristina Şermetowa         |
| Ranking Mundial da IWF                | 8     | UKR Ucrânia       | Kamila Konotop             |
| Ranking Mundial da IWF                | 8     | KOR Coreia do Sul | Ham Eun-ji                 |
| Ranking Continental da IWF – África   | 1     | TUN Tunísia       | Nouha Landoulsi            |
| Ranking Continental da IWF – Américas | 1     | CAN Canadá        | Rachel Leblanc-Bazinet     |
| Ranking Continental da IWF – Ásia     | 1     | TPE Taipé Chinês  | Chiang Nien-hsin           |
| Ranking Continental da IWF – Europa   | 1     | POL Polônia       | Joanna Łochowska           |
| Ranking Continental da IWF – Oceania  | 1     | SOL Ilhas Salomão | Mary Kini Lifu             |
| Convite da Comissão Tripartite        | 1     | JPN Japão         | Kanae Yagi                 |
| Total                                 | 14    |                   |                            |

### 59 kg
| Seção                                 | Vagas | CON               | Halterofilista qualificada |
| ------------------------------------- | ----- | ----------------- | -------------------------- |
| Ranking Mundial da IWF                | 8     | TPE Taipé Chinês  | Kuo Hsing-chun             |
| Ranking Mundial da IWF                | 8     | ECU Equador       | Alexandra Escobar          |
| Ranking Mundial da IWF                | 8     | VIE Vietnã        | Hoàng Thị Duyên            |
| Ranking Mundial da IWF                | 8     | VEN Venezuela     | Yusleidy Figueroa          |
| Ranking Mundial da IWF                | 8     | GBR Grã-Bretanha  | Zoe Smith                  |
| Ranking Mundial da IWF                | 8     | FRA França        | Dora Tchakounté            |
| Ranking Mundial da IWF                | 8     | ARM Armênia       | Izabella Yaylyan           |
| Ranking Mundial da IWF                | 8     | ITA Itália        | Maria Alemanno             |
| Ranking Continental da IWF – África   | 1     | BOT Botsuana      | Magdeline Moyengwa         |
| Ranking Continental da IWF – Américas | 1     | CAN Canadá        | Tali Darsigny              |
| Ranking Continental da IWF – Ásia     | 1     | TKM Turcomenistão | Polina Gurýewa             |
| Ranking Continental da IWF – Europa   | 1     | GRE Grécia        | Konstantina Benteli        |
| Ranking Continental da IWF – Oceania  | 1     | AUS Austrália     | Erika Yamasaki             |
| País-sede                             | 1     | JPN Japão         | Mikiko Andoh               |
| Total                                 | 14    |                   |                            |

### 64 kg
| Seção                                 | Vagas | CON              | Halterofilista qualificada |
| ------------------------------------- | ----- | ---------------- | -------------------------- |
| Ranking Mundial da IWF                | 8     | COL Colômbia     | Mercedes Pérez             |
| Ranking Mundial da IWF                | 8     | CAN Canadá       | Maude Charron              |
| Ranking Mundial da IWF                | 8     | ECU Equador      | Angie Palacios             |
| Ranking Mundial da IWF                | 8     | GBR Grã-Bretanha | Sarah Davies               |
| Ranking Mundial da IWF                | 8     | ITA Itália       | Giorgia Bordignon          |
| Ranking Mundial da IWF                | 8     | TPE Taipé Chinês | Chen Wen-huei              |
| Ranking Mundial da IWF                | 8     | CUB Cuba         | Marina Rodríguez           |
| Ranking Mundial da IWF                | 8     | ROU Romênia      | Loredana Toma              |
| Ranking Continental da IWF – África   | 1     | TUR Turquia      | Nuray Levent               |
| Ranking Continental da IWF – Américas | 1     | NCA Nicarágua    | Sema Nancy                 |
| Ranking Continental da IWF – Ásia     | 1     | PHI Filipinas    | Elreen Ando                |
| Ranking Continental da IWF – Europa   | 1     | GER Alemanha     | Lisa Schweizer             |
| Ranking Continental da IWF – Oceania  | 1     | AUS Austrália    | Kiana Elliott              |
| Convite da Comissão Tripartite        | 1     | MLT Malta        | Yasmin Zammit Stevens      |
| Total                                 | 14    |                  |                            |

### 76 kg
| Seção                                 | Vagas | CON                | Halterofilista qualificada |
| ------------------------------------- | ----- | ------------------ | -------------------------- |
| Ranking Mundial da IWF                | 8     | ECU Equador        | Neisi Dajomes              |
| Ranking Mundial da IWF                | 8     | USA Estados Unidos | Katherine Nye              |
| Ranking Mundial da IWF                | 8     | MEX México         | Aremi Fuentes              |
| Ranking Mundial da IWF                | 8     | KOR Coreia do Sul  | Kim Su-hyeon               |
| Ranking Mundial da IWF                | 8     | UZB Uzbequistão    | Kumushkhon Fayzullaeva     |
| Ranking Mundial da IWF                | 8     | UKR Ucrânia        | Iryna Dekha                |
| Ranking Mundial da IWF                | 8     | BLR Bielorrússia   | Darya Naumava              |
| Ranking Mundial da IWF                | 8     | GBR Grã-Bretanha   | Emily Muskett              |
| Ranking Continental da IWF – África   | 1     | CMR Camarões       | Jeanne Gaëlle              |
| Ranking Continental da IWF – Américas | 1     | CAN Canadá         | Kristel Ngarlem            |
| Ranking Continental da IWF – Ásia     | 1     | LBN Líbano         | Mahassen Fattouh           |
| Ranking Continental da IWF – Europa   | 1     | SWE Suécia         | Patricia Strenius          |
| Ranking Continental da IWF – Oceania  | 1     | NZL Nova Zelândia  | Megan Signal               |
| Convite da Comissão Tripartite        | 1     | NRU Nauru          | Nancy Genzel Abouke        |
| Total                                 | 14    |                    |                            |

### 87 kg
| Seção                                        | Vagas | CON                      | Halterofilista qualificada |
| -------------------------------------------- | ----- | ------------------------ | -------------------------- |
| Ranking Mundial Absoluto da IWF              | 8     | CHN China                | Wang Zhouyu                |
| Ranking Mundial Absoluto da IWF              | 8     | USA Estados Unidos       | Mattie Rogers              |
| Ranking Mundial Absoluto da IWF              | 8     | ESP Espanha              | Lidia Valentín             |
| Ranking Mundial Absoluto da IWF              | 8     | DOM República Dominicana | Crismery Santana           |
| Ranking Mundial Absoluto da IWF              | 8     | ECU Equador              | Tamara Salazar             |
| Ranking Mundial Absoluto da IWF              | 8     | CHI Chile                | María Fernanda Valdés      |
| Ranking Mundial Absoluto da IWF              | 8     | VEN Venezuela            | Naryury Pérez              |
| Ranking Mundial Absoluto da IWF              | 8     | MGL Mongólia             | Ankhtsetseg Munkhjantsan   |
| Ranking Continental da IWF – África          | 1     | CMR Camarões             | Clementine Meukeugni       |
| Ranking Continental da IWF – Américas        | 1     | BRA Brasil               | Jaqueline Ferreira         |
| Ranking Continental da IWF – Ásia            | 1     | KOR Coreia do Sul        | Kang Yeoun-hee             |
| Ranking Continental da IWF – Europa          | 1     | FRA França               | Gaëlle Nayo-Ketchanke      |
| Ranking Continental da IWF – Oceania         | 1     | NZL Nova Zelândia        | Kanah Andrews-Nahu         |
| Realocação de Convite da Comissão Tripartite | 1     | MDA Moldávia             | Elena Cîlcic               |
| Total                                        | 14    |                          |                            |

### +87 kg
| Seção                                 | Vagas | CON                      | Halterofilista qualificada |
| ------------------------------------- | ----- | ------------------------ | -------------------------- |
| Ranking Mundial da IWF                | 8     | CHN China                | Li Wenwen                  |
| Ranking Mundial da IWF                | 8     | USA Estados Unidos       | Sarah Robles               |
| Ranking Mundial da IWF                | 8     | KOR Coreia do Sul        | Lee Seon-mi                |
| Ranking Mundial da IWF                | 8     | DOM República Dominicana | Verónica Saladín           |
| Ranking Mundial da IWF                | 8     | GBR Grã-Bretanha         | Emily Campbell             |
| Ranking Mundial da IWF                | 8     | INA Indonésia            | Nurul Akmal                |
| Ranking Mundial da IWF                | 8     | NZL Nova Zelândia        | Laurel Hubbard             |
| Ranking Mundial da IWF                | 8     | AUS Austrália            | Charisma Amoe-Tarrant      |
| Ranking Continental da IWF – Africa   | 1     | —                        | —                          |
| Ranking Continental da IWF – Américas | 1     | CUB Cuba                 | Eyurkenia Duverger         |
| Ranking Continental da IWF – Ásia     | 1     | MGL Mongólia             | Erdenebat Bilegsaikhan     |
| Ranking Continental da IWF – Europa   | 1     | BEL Bélgica              | Anna Van Bellinghen        |
| Ranking Continental da IWF – Oceania  | 1     | —                        | —                          |
| Convite da Comissão Tripartite        | 1     | TGA Tonga                | Kuinini Manumua            |
| Realocação de vaga não utilizada      | 2     | AUT Áustria              | Sarah Fischer              |
| Realocação de vaga não utilizada      | 2     | IRI Irã                  | Parisa Jahanfekrian        |
| Total                                 | 14    |                          |                            |